# Zabrat (Azerbejdżan)
Zabrat – osiedle typu miejskiego w Azerbejdżanie, należące do miasta wydzielonego Baku. Według danych na rok 2015 liczyło 28 500 mieszkańców.